# Frequenza cumulata
In statistica, in particolare in statistica descrittiva, la frequenza cumulata (assoluta), associata ad una modalità o a una classe di modalità, è pari alla somma della sua frequenza assoluta e di quelle delle modalità che la precedono. Naturalmente, affinché il calcolo della frequenza cumulata abbia un senso, è necessario che all'interno della distribuzione sia possibile definire qualche tipo di ordinamento. Dato un carattere di cui si siano osservate M modalità, l'espressione matematica della frequenza cumulata (assoluta) della k-esima modalità, supponendo le modalità disposte in ordine crescente, è:
{\displaystyle N_{k}=\sum _{i=1}^{k}n_{i}}
dove {\displaystyle n_{i}} è la frequenza assoluta della i-esima modalità e {\displaystyle N=\sum _{i=1}^{M}n_{i}} è il numero totale di unità statistiche. Si osservi che nelle sommatorie l'indice varia sull'insieme delle modalità e non delle unità statistiche.
Si definisce inoltre la frequenza cumulata relativa associata ad una modalità o a una classe di modalità, come il rapporto tra la sua frequenza cumulata (assoluta) e la somma di tutte le frequenze assolute presenti nel campione. O equivalentemente la frequenza cumulata relativa si può definire come la somma della sua frequenza relativa e di quelle delle modalità che la precedono. In formule
{\displaystyle F_{k}={\frac {N_{k}}{N}}=\sum _{i=1}^{k}f_{i}}
dove {\displaystyle f_{i}} è la frequenza relativa della i-esima modalità.
Si definisce inoltre la frequenza cumulata percentuale (a volte indicata con frequenza relativa %) associata ad una modalità o a una classe di modalità, come la sua frequenza cumulata relativa moltiplicata per 100. O equivalentemente la frequenza cumulata percentuale si può definire come la somma della sua frequenza percentuale e di quelle delle modalità che la precedono. In formule
{\displaystyle P_{k}=100{\frac {N_{i}}{N}}=100\cdot F_{k}=\sum _{i=1}^{k}p_{i}}
dove {\displaystyle p_{i}} è la frequenza percentuale della i-esima modalità.
Il computo delle frequenze cumulate è utile nel calcolo della mediana. Un sinonimo (forse più utilizzato) di frequenza cumulata relativa è il cosiddetto quantile.
In probabilità la frequenza cumulata (relativa) di una variabile aleatoria è detta funzione di ripartizione.
Concetto inverso, rispetto a quello di frequenza cumulata, è quello di frequenza retrocumulata ove il processo di sommatoria ha inizio con la modalità più alta. Anche la frequenza retrocumulata può essere assoluta, relativa o percentuale.

## Esempio
In un sondaggio fatto all'interno di una facoltà composta da 250 studenti (la popolazione statistica), si intende rilevare il carattere "Gradimento dei professori", secondo le cinque modalità "molto deluso", "insoddisfatto", "parzialmente soddisfatto", "soddisfatto", "entusiasta". Risulta che 10 studenti si dicono entusiasti dell'operato dei professori, 51 si dicono soddisfatti, 63 parzialmente soddisfatti, 90 insoddisfatti, 36 molto delusi.
La distribuzione di frequenza viene rappresentata con una tabella come la seguente:
| Gradimento dei professori | Frequenze assolute | Frequenze relative | Frequenze percentuali | Frequenze cumulate assolute | Frequenze cumulate relative | Frequenze cumulate percentuali |
| ------------------------- | ------------------ | ------------------ | --------------------- | --------------------------- | --------------------------- | ------------------------------ |
| molto deluso              | 36                 | 36/250 = 0,144     | 14,4                  | 36                          | 0,144                       | 14,4                           |
| insoddisfatto             | 90                 | 90/250 = 0,360     | 36                    | 36+90=126                   | 0,144+0,360 = 0,504         | 14,4+36= 50,4                  |
| parzialmente soddisfatto  | 63                 | 63/250 = 0,252     | 25,2                  | 126+63=189                  | 0,504+0,252 = 0,756         | 50,4+25,2=75,6                 |
| soddisfatto               | 51                 | 51/250 = 0,204     | 20,4                  | 189+51=240                  | 0,756+0,204 = 0,960         | 75,6+20,4=96                   |
| entusiasta                | 10                 | 10/250 = 0,040     | 4                     | 240+10=250                  | 0,960+0,040 = 1,000         | 96+4=100                       |
| Totali                    | 250                | 250/250 = 1,000    | 100                   |                             |                             |                                |

Nel caso ipotizzato, la colonna delle frequenze relative mostra che è molto deluso il 14,4% degli studenti e che la percentuale degli studenti non pienamente soddisfatti (modalità da "molto deluso" a "parzialmente soddisfatto") arriva al 75,6%.